# Спянгла
Спянгла (лит. Spengla) — река на юго-востоке Литвы, правый приток реки Мяркис. Протекает по Вильнюсскому и Алитусскому уездам. Длина составляет 25,9 км; площадь водосборного бассейна — 148,3 км². Средний расход воды — 0,96 м³/с. Средний уклон реки — 102 см/км.

## Течение
Берёт начало примерно в 1 км к западу от деревни Гячёнишкес и первые 200 м течёт на северо-восток, затем около 800 м — на юго-восток, после чего поворачивает на юго-запад и течёт в этом направлении вплоть до деревни Спянглининкай. После данной деревни поворачивает на восток и протекает через озёра Спянгла. После прохождения озёр вновь поворачивает на юго-запад, протекает возле деревни Кальвяй, а затем, недалеко от озера Лиелукас поворачивает сперва на юг, а затем на юго-восток. Впадает в Мяркис в 81,8 км от его устья, в 4,5 км к юго-западу от населённого пункта Валькининкай.